# Hội Khoa học Công nghệ Chè Việt Nam
Hội Khoa học Công nghệ Chè Việt Nam là tổ chức xã hội - nghề nghiệp của những người làm việc trong lĩnh vực trồng, chế biến và trao đổi chè tại Việt Nam .
Tên Hội được dịch ra tiếng Anh nêu trong website chính thức của Hội Lưu trữ ngày 4 tháng 3 năm 2018 tại Wayback Machine là Vietnamese Tea Science-Technology Association và viết tắt là VITESTA .
Hội được thành lập trên cơ sở Bộ Nội vụ phê duyệt tại Quyết định số 1561/QĐ-BNV ngày 12 tháng 11 năm 2009 .
Văn phòng Hội đặt tại địa chỉ Km7, Khu 18, xã Phú Hộ, thị xã Phú Thọ, tỉnh Phú Thọ .

## Mục đích nhiệm vụ
Hội có mục đích là tập hợp lực lượng cán bộ khoa học - công nghệ ngành chè trong cả nước, động viên nhiệt tình và khả năng sáng tạo của hội viên hướng vào việc nghiên cứu, tổng kết, phổ biến và áp dụng những thành tựu khoa học- công nghệ vào sản xuất nhằm tăng năng suất, nâng cao chất lượng, hiệu quả kinh tế- xã hội và phát triển bền vững. hững nhiệm vụ đặt ra cho Hội là .
- Khuyến khích và giúp đỡ hội viên nâng cao trình độ khoa học - công nghệ về chọn tạo giống, kỹ thuật canh tác, công nghệ bảo quản chế biến chè, nâng cao trách nhiệm nghề nghiệp phục vụ lợi ích của ngành và của xã hội.
- Tiến hành các hoạt động tư vấn, giám định, phản biện, tuyển chọn, đánh giá các đề tài/dự án nghiên cứu, chuyển giao công nghệ về chè. Triển khai các công trình nghiên cứu khoa học cấp Bộ và cấp Nhà nước, vận động quần chúng áp dụng những tiến bộ kỹ thuật về chè vào sản xuất.
- Thông tin, tuyên truyền, phổ biến kiến thức khoa học - công nghệ về chè trong Hội viên và nhân dân.
- Tiến hành hợp tác với các tổ chức khoa học - công nghệ về Chè của quốc tế và đại diện nghề nghiệp về khoa học - công nghệ chè của Việt Nam tham gia các tổ chức quốc tế và khu vực.

## Ngày Chè quốc tế
Ngày Chè Quốc tế được tổ chức hàng năm vào ngày 15 tháng 12. Nó được tổ chức từ năm 2005 tại các quốc gia sản xuất trà như Bangladesh, Sri Lanka, Nepal, Việt Nam, Indonesia, Kenya, Malawi, Malaysia, Uganda, Ấn Độ và Tanzania .
Ngày Chè Quốc tế nhằm thu hút sự chú ý toàn cầu của chính phủ và người dân đối với tác động của thương mại trà toàn cầu đối với người lao động và người trồng, và có liên quan đến các yêu cầu hỗ trợ giá và thương mại công bằng.
Ngày Chè quốc tế được Tổ chức Lương thực và Nông nghiệp Liên Hợp Quốc (FAO) thông qua năm 2015 .